# Anne at 13,000 Ft.
Anne at 13,000 Ft. é um filme de drama canadense de 2019 dirigido e escrito por Kazik Radwanski e estrelado por Deragh Campbell. Teve sua estreia mundial no Festival Internacional de Cinema de Toronto onde recebeu uma menção honrosa do júri do Platform Prize. O lançamento nos cinemas foi adiado para 2021 devido à pandemia de COVID-19.
O filme foi indicado para quatro Canadian Screen Awards, incluindo Melhor Filme, e cinco prêmios do Vancouver Film Critics Circle (vencendo dois pelas atuações de Campbell e Matt Johnson).

## Elenco
- Deragh Campbell ... Anne
- Matt Johnson ... Matt
- Lawrene Denkers ... Barb
- Dorothea Paas ... Sarah
- Lawrene Denkers ... Mutter

## Prêmios e indicações
| Prêmio                           | Data da cerimônia      | Categoria                        | Vencedor(es)                       | Resultado | Ref(s)      |
| -------------------------------- | ---------------------- | -------------------------------- | ---------------------------------- | --------- | ----------- |
| Canadian Screen Awards           | 28 de maio de 2020     | Melhor Filme                     | Daniel Montgomery, Kazik Radwanski | Indicado  | [ 5 ]       |
| Canadian Screen Awards           | 28 de maio de 2020     | Melhor Direção                   | Kazik Radwanski                    | Indicado  | [ 5 ]       |
| Canadian Screen Awards           | 28 de maio de 2020     | Melhor Atriz                     | Deragh Campbell                    | Indicado  | [ 5 ]       |
| Canadian Screen Awards           | 28 de maio de 2020     | Melhor Ator Coadjuvante          | Matt Johnson                       | Indicado  | [ 5 ]       |
| Toronto Film Critics Association | 9 de março de 2021     | Prêmio Rogers Best Canadian Film | Kazik Radwanski                    | Venceu    | [ 6 ]       |
| Vancouver Film Critics Circle    | 16 de dezembro de 2019 | Melhor Filme                     |                                    | Indicado  | [ 4 ] [ 7 ] |
| Vancouver Film Critics Circle    | 16 de dezembro de 2019 | Melhor Diretor                   | Kazik Radwanski                    | Indicado  | [ 4 ] [ 7 ] |
| Vancouver Film Critics Circle    | 16 de dezembro de 2019 | Melhor Roteiro                   | Kazik Radwanski                    | Indicado  | [ 4 ] [ 7 ] |
| Vancouver Film Critics Circle    | 16 de dezembro de 2019 | Melhor Atriz                     | Deragh Campbell                    | Venceu    | [ 4 ] [ 7 ] |
| Vancouver Film Critics Circle    | 16 de dezembro de 2019 | Melhor Ator Coadjuvante          | Matt Johnson                       | Venceu    | [ 4 ] [ 7 ] |